# Mykyta Bubnowski
Mykyta Dmytrowycz Bubnowski (ukr. Микита Дмитрович Бубновський) lub Nikita Dmitrijewicz Bubnowski (ros. Никита Дмитриевич Бубновский; ur. 1 września?/14 września 1907 we wsi Mańkowcy w guberni podolskiej, zm. 9 października 1997) – radziecki działacz partyjny, Bohater Pracy Socjalistycznej (1951).

## Życiorys
W 1930 ukończył Winnicki Instytut Rolniczy, w latach 1930–1931 był dyrektorem i agronomem stanicy maszynowo-traktorowej, a 1933–1941 agronomem rejonowego oddziału gospodarki rolnej w Szpole. Od 1939 w WKP(b), w latach 1941–1943 agronom stanicy maszynowo-traktorowej i kierownik rejonowego oddziału gospodarki rolnej w obwodzie saratowskim, 1944–1950 I sekretarz rejonowego komitetu KP(b)U w obwodzie kijowskim. Od 28 stycznia 1949 do 23 września 1952 zastępca członka KC KP(b)U, od 17 maja 1950 do 30 maja 1951 przewodniczący Komitetu Wykonawczego Kijowskiej Rady Obwodowej, od maja 1951 do 3 czerwca 1952 zastępca przewodniczącego Rady Ministrów Ukraińskiej SRR, od maja do 23 września 1952 sekretarz KC KP(b)U. Od września 1952 do kwietnia 1954 I sekretarz Komitetu Obwodowego KP(b)U/KPU w Winnicy, od 27 września 1952 do 10 lutego 1976 członek KC KP(b)U/KPU, od 26 marca 1954 do 28 marca 1963 sekretarz KC KPU, od 25 lutego 1956 do 30 marca 1971 zastępca członka KC KPZR. Od 26 czerwca 1956 do 28 marca 1963 zastępca członka Prezydium KC KPU, od stycznia 1963 do grudnia 1964 I sekretarz Wiejskiego Komitetu Obwodowego KPU w Chmielnickim, od grudnia 1964 do 16 marca 1972 I sekretarz Komitetu Obwodowego KPU w Chemielnickim, w latach 1972–1978 pracownik Ministerstwa Gospodarki Rolnej Ukraińskiej SRR, następnie na emeryturze. Deputowany do Rady Najwyższej ZSRR od 2 do 7 kadencji (1946-1970). Mieszkał w Kijowie.

## Odznaczenia
- Medal Sierp i Młot Bohatera Pracy Socjalistycznej (30 kwietnia 1951)
- Order Lenina (trzykrotnie – 23 stycznia 1948, 30 kwietnia 1951 i 14 września 1957)
- Order Rewolucji Październikowej (27 sierpnia 1971)
- Order Wojny Ojczyźnianej I klasy (11 lutego 1945)
- Order Czerwonego Sztandaru Pracy (dwukrotnie – 26 lutego 1958 i 22 marca 1966)
- Order Przyjaźni Narodów (13 września 1977)
- Order „Znak Honoru” (7 lutego 1939)
- Medal „Za pracowniczą dzielność” (25 grudnia 1959)